# Bhávanákrama
A Bhávanákrama (Bhk, "meditáció szakaszai"; tibeti སྒོམ་རིམ་, wylie: sgom rim) a Nálanda egyetem indiai buddhista tudós jógija, Kamalasíla (9. század körül) három szanszkrit nyelvű buddhista szövegének egységét jelöli. Ezek a művek a szamatha és a vipasszaná gyakorlatok és tudatfejlesztések legfőbb szövegei a tibeti buddhizmusban, amelyek a történelem során rendkívüli jelentőséget értek el. Fennmaradt a teljes szöveg tibeti fordítása, illetve az 1. és a 3. rész szanszkrit nyelven is. A Bhávanákramák szintén a 14. dalai láma, Tendzin Gyaco kedvenc szövegei tartoznak, aki készített hozzájuk szövegmagyarázatokat, illetve korábbi kommentárokat maga is fordított.

## Tartalma
Martin T. Adam szerint a Bhávanákrama egészét tekintve felfogható indoklásként, hogy miért a fokozatosság elvét követi a mahájána buddhizmus a megvilágosodás elérésében. A tibeti hagyományban ezekre úgy tekintenek, hogy Kamalasíla igyekezett kijavítani a kínai buddhizmusban tévesen hirdetett azonnali megvilágosodás tanát, amelyet állítólag egy híres vitaesemény-sorozat alkalmával tett a Szamje kolostorban (792-794), Tibet legelső buddhista kolostorában. Kamalasíla legfőbb okfejtése az, hogy a gyakorló fokozatos gyakorlás által változtathat az okokon és feltételeken, amelyek által elérhető a megvilágosodás. Az útnak két aspektusa is szükséges: a páramiták (bizonyos erények) erkölcsi gyakorlatai, illetve a „valóság vizsgálata” (bhutapratjaveksza) a nyugodtság és a belátás meditáció gyakorlatain keresztül. Kamalasíla igyekszik bebizonyítani, hogy a vitapartnere nézőpontjából hiányzik e két lényeges elem, és emiatt csak alsóbbrendű tanításnak számít, azaz srávakajána.
Az első könyv a mahájána buddhizmus és a háromfajta bölcsesség (tanulás, gondolkodás és meditáció) összefoglalása, a második könyv a fejlesztéssel  (bhávaná) és a módszerrel (upája) foglalkozik, és a harmadik elmagyarázza a meditációs út és a bölcsesség gyümölcsét (pradzsnyá). Kamalasíla az első könyvet azzal az állítással indítja, hogy a Bhávanákramák a mahájána szútrák kezdő gyakorlójának magaviseleti szabályozása érdekében születtek. A további fontos témák közé tartozik még a együttérzés, a bódhicsitta és a bodhiszattva szintek.
A Kamalasíla által kijelölt ösvény áttekintése:
1. meditációs gyakorlat a nagy együttérzésről
2. bódhicsitta létrehozása
3. a gyakorlat fontossága
4. szamatha gyakorlat
5. vipasszaná gyakorlat
6. érdemek gyűjtése
7. üdvös cselekedetek gyakorlata
8. a tökéletes megvilágosodás elérése a bölcsesség és az együttérzés gyakorlatai által.

## Angol fordítások
- Stephen Beyer (1974), Bhk 1.
- Yen. Geshe Sopa (1998, with Yen. Elvin Jones és John Newman), Bhk 2.
- Tendzin Gyaco, a 14. dalai láma (2001, ford. Yen. Geshe Lobsang Jorhen, Losang Choephel Ganchenpa, és Jeremy Russell), Bhk 2.
- Thrangu Rinpoche, Essential Practice: Lectures on Kamalashila's Stages of Meditation (2002), Bhk 2.
- Robert F. Olson és Masao Ichishima (1979), Bhk 2.
- Pannananda Shanna (1997), all 3 books